# مؤمن الملا
مؤمن الملا (مخرج تلفزيوني / منتج فني) ولد ونشأ في دمشق في كنف والدته ووالده الفنان أدهم الملا، أنهى الثانوية العامة علمي، ثم التحق بالمعهد العام المتوسط للصناعات الكهربائية وتخرج منه عام 1986 م، تزوج في سن مبكرة ولم يكن قد تجاوز العشرين عاما، ليبدأ بعدها كفاحه لتأمين لقمة عيشه وإعالة أسرته الجديدة، فعمل بداية في مجال اختصاصه بالكهرباء ولم يستمر في هذا المجال مطولا، لينتقل بعدها للعمل في عدة مجالات، قبل أن يبدأ مسيرته في عالم الإخراج والدراما عام 1989.

## بدايته الفنية
في عام 1989 م اتخذ القرار الذي غيّر مساره المهني تمامًا، طلب من والده أدهم الملا وأخيه المخرج بسام الملا الحصول على إذن دخول فقط للتلفزيون العربي السوري للتدرب على جميع أنواع العمل التلفزيوني، وهناك فاجأ الجميع بقدراته وسرعة إتقانه وموهبته.
خلال أقل من عام أصبح يدير مجموعة البرامج المنوعة الرئيسية في التلفزيون العربي السوري قبل انتشار الفضائيات، وحين وجدت موهبته فرصتها أظهر الشغف والتميز فخلال فترة إدارته للبرامج المنوعة إدارة التلفزيون بقدراته الإبداعية وبروح وفكر جديد في خمس سنوات أدار فيها برامجها: غدا نلتقي - مجلة التلفزيون- ما يطلبه الجمهور -تحية المساء الرمضاني، استقطبت هذه البرامج نجوم الدراما والغناء السوريين وعادت إلى الأرشيف القديم لتحيي النماذج الفنية التراثية.
خلال هذه الفترة كانت تأتيه الكثير من العروض كمساعد مخرج لمخرجي الدراما السوريين وبالعمل معهم تراكمت خبرته الفنية الإخراجية، وفي عام 1996 م كانت انطلاقة الفضائية السورية وكان مؤمن الملا على رأس الفرق الفنية المسؤلة عنها، والتي بجهودها تركت صدى جيد للفضائية السورية في العالم العربي رغم الإمكانيات المتواضعة آن ذاك، وفي هذا العام نال عضوية نقابة الفنانين السوريين كمخرج تلفزيوني.

## الأعمال الدرامية
في عام 1999 م عرض عليه تلفزيون أبو ظبي العمل كمخرج منفذ في أول إنتاج درامي لهم لكن بعد أيام من وصوله أبوظبي قرر التلفزيون تكليفه بإخراج مسلسل «حاير طاير» الذي لاقى نجاحا وصدى جيدا آن ذاك واستمر العمل مواسم عديدة إلا أن المخرج الملا فضّل العودة إلى دمشق ومواصلة نشاطه الفني فيها، ولم يمنعه البقاء في دمشق من تنفيذ أعمال لشاشات عربية عديدة منها تلفزيون دبي في مسلسل أعلام العرب وأعمال أخرى.

## الإنتاج الفني
في عام 2002 أسس شركة الأدهم للإنتاج الفني والتوزيع، والتي أنتجت العديد من الأعمال الوثائيقة والبرامج الترفيهية والمنوعة والاعلانات التجارية معظمها لجهات اعلامية في المملكة العربية السعودية بالإضافة إلى العديد من البرامج لصالح منظمات عالمية كمنظمة الصحة واليونيسيف وصندوق الأمم المتحدة للسكان، ومن أهم ما أنتجته الشركة من برامج: صنع في السعودية، الثواني الحرجة (طبي) وغيرها..
باب الحارة
في عام 2008 م كان الاتصال بينه وبين شقيقه المخرج بسام الملا الذي قدم باب الحارة الجزء الأول والثاني ولاقى نجاح شعبيا عربيا منقطع النظير تم الاتفاق بين الشقيقين لأول مرة في مجال الدراما لإنجاز الجزء الثالث من باب الحارة، وبإحصائية عالمية حصد المركز الثامن في نسب المشاهدة عالمياً، وعليه كان القرار باسناد إخراج الجزأين الرابع والخامس لمؤمن الملا عامي 2009 م و 2010 م، استمر هذا التعاون بتكليف شركة الأدهم في سوريا بدور منتج منفذ لمسلسل الزعيم وبإخراج مؤمن الملا عام 2011 م.

### الأدهم إنتر ناشينول
في 2011م انتقل مع عائلته إلى دبي وأسس شركة الأدهم الدولية، التي قامت أول إنتاج دراما في استديوهات توفور54 في أبوظبي مسلسل حمام شامي الذي حصد الجائزة الذهبية للكوميديا في مهرجان الخليج 2014 كما حصد جائزة أفضل ديكور. على مستوى الشرق الأوسط التي تقدمها Broadcast Pro Middle East المتخصصة في الإنتاج الفني.

### العمل في السعودية..والإعلام الجديد
في آواخر 2014 م أبرم إتفاق بين مجموعة عبد الصمد القرشي والمخرج مؤمن الملا لتأسيس شركة إعلامية ضخمة تحت اسم شركة مراقب تقدم خدمات الإنتاج الفني والتسويق الإلكتروني وتنظيم الفعاليات والمناسبات، ولها قناة خاصة على اليوتيوب تيوب اب، وتستعد حاليا لإنتاج عمل ضخم شعبي تدور أحداثه في القرن التاسع عشر في الحارة الحجازية القديمة عبر دراما مشوقة ومثيرة.